# Överhud
Epidermis hänvisar hit. Den botaniska termen epidermis hittas i Epidermis (blad).

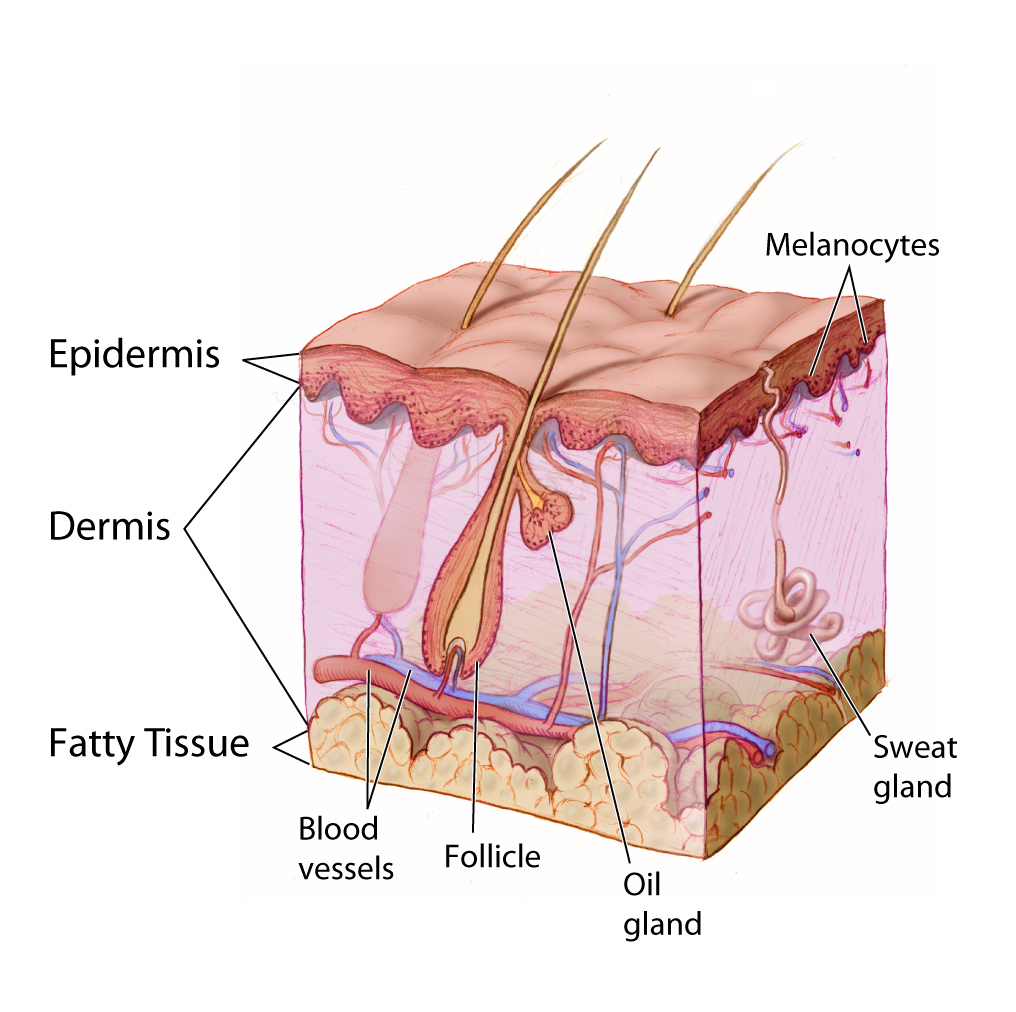
Genomskärning av huden. Överhuden är märkt epidermis. Notera den vågformade övergången till dermis.

Överhuden (latin: epidermis) är den blodkärlslösa yttersta delen av huden som består av flera lager tätt liggande celler. Tjockleken varierar beroende på belastning; överhuden är tunnast på ögonlocken, 0,05 mm, och tjockast på hälarna, 1,5 mm. Gränsen mellan epidermis och dermis är vågformad för att göra huden stabilare och undvika att den dras loss om man gnider huden mot något.

## Typer av celler
I överhuden finns det tre sorters celler. Den som det finns flest av, 90 %, är keratinocyter, som är den som producerar keratin, vilket har gett namn till hornlagret. Dessa celler tar upp melanin från melanocyter, som ligger i det nedersta skiktet av överhuden. Insprängt mellan keratinocyterna finns ett slags makrofager vid namn Langerhansceller, som ingår i det adaptiva immunförsvaret.

## Överhudens skikt

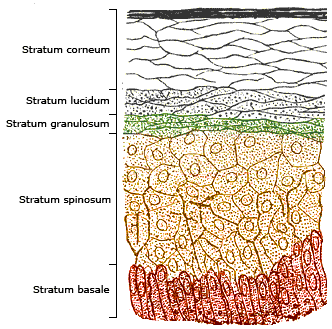
Översikt över överhuden.

Histologiskt består överhuden av fem skikt, så kallade strata.

### Hornlagret
Hornlagret (stratum corneum) är det yttersta av överhudens skikt och består av många tunna lager av döda och helt förhornade celler.

### Det ljusa skiktet
I det ljusa skiktet (stratum lucidum) saknar cellerna kärnor och innehåller eleidin, ett ämne som liknar keratin.

### Kornskiktet
Kornskiktet (stratum granulosum) är det mellersta skiktet. Cellerna i kornskiktet är tunna och innehåller små korn, som är förstadium till keratin.

### Taggcellsskiktet
Det största skiktet i överhuden är taggcellsskiktet (stratum spinosum). Cellerna i taggcellsskiktet är mer oregelbundet formade och på grund av att membransammanväxningarna är utdragna till tunna cellbryggor ser det ut som om cellerna har taggar.

### Tillväxtlagret
Det innersta skiktet (stratum basale) är ett tillväxtlager som ligger på det tunna membran (membrana basilaris) som skiljer överhuden från läderhuden. Det tar kring 27 dagar från det att en hudcell bildas i tillväxtlagret tills att den når upp till ytan.
Stratum basale och spinosum går även tillsammans under beteckningen stratum germinativum. Namnet anger att här äger största delen av celldelningen, och därmed förnyelsen av överhuden rum. I det basala skiktet finns en celltyp, melanocyter, som producerar melanin för skydd mot excessiv solstrålning. Bland annat UV-strålning absorberas i detta skikt och går inte passera djupare.